# Sematophyllum wageri
Sematophyllum wageri är en bladmossart som beskrevs av John Wright och H. A. Wager 1914. Sematophyllum wageri ingår i släktet Sematophyllum och familjen Sematophyllaceae. Inga underarter finns listade i Catalogue of Life.